# Közösségi távolságtartás

A közösségi távolságtartással, például önkéntes karanténba vonulással csökkenthető a fertőzés terjedésének mértéke

A járványgörbe lapítása segít megakadályozni, hogy az egészségügy túlterhelődjön

A közösségi távolságtartás, társasági távolságtartás vagy több forrásban szó szerinti fordítással társadalmi távolságtartás, angolul social distancing kifejezés olyan járványügyi intézkedéseket foglal magába, melyek a fertőzés lassítására, illetve megállítására irányulnak. 

## Jellemzők
Az epidemiológia az egészséghez kötődő jelenségekkel és ezek időbeli variációinak mérésével foglalkozik. Epidemológiai szempontból a közösségi távolságtartás célja, hogy a csökkentse a fertőzött és nem fertőzött személyek közötti érintkezést, ezzel minimalizálva a fertőződést, a morbiditást, és végső soron az egészségügyi-rendszer működőképességének fenntartása, csökkentve egyik járványügyi  mérőszámát a  halálozási arányszámot.

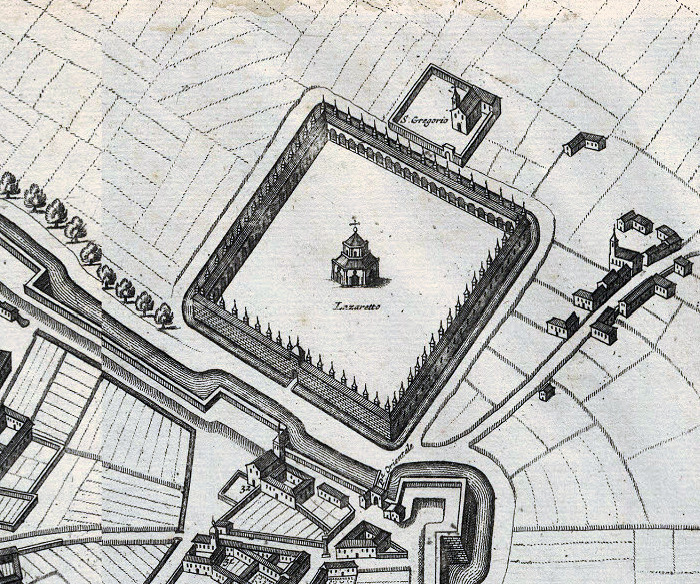
Lazzaretto di Milano 1704-ben, habár olyan „gyógyító” helyek, mint a Lazzaretto, ma már nem léteznek, de a kollektív képzeletben ezeknek a helyeknek a gondolata, mint a horror és a halál továbbra is él

A közösségi távolságtartás akkor a legeredményesebb, ha a fertőzés cseppfertőzéssel (köhögés vagy tüsszögés), közvetlen fizikai kontaktus útján (ide értve a szexuális kapcsolatot is), közvetett fizikai kontaktus útján (például fertőzött felület érintésével) vagy levegőben terjed (ha a mikroorganizmus hosszú ideig életképes a levegőben). Kevésbé bizonyulhat hatásosnak olyan fertőzések esetén, melyeket fertőzött víz vagy étel okoz, vagy szúnyogok és más rovarok által terjesztett betegségeknél. A közösségi távolságtartás hátrányai közé tartozik a magány, a csökkent produktivitás, valamint a társas érintkezések hiányából fakadó egyéb előnyök elvesztése.
A történelem folyamán a karanténok, elkülönítő kórházak (lazarett), lepratelepek és a kórházhajók (vesztegzárhajók) tekinthetőek a közösségi távolságtartás korai példáinak, itt azonban a beteg emberek teljes elkülönítéséről volt szó, hogy ne fertőzzenek, nem pedig az egyén társasági kapcsolatainak korlátozásáról, abból a célból, hogy helyileg elkülönülve ne fertőződjenek tömegesen. 
A Covid19-pandémia ideje alatt hazai kutatók, egyetemi műhelyek és mobilszolgáltatók képviselői közösen kidolgozták az országos szintű népességmozgást monitorozó módszertant. A módszertan a mobiltelefonok használatakor automatikusan rögzített, rutin adatokra épül és a hívást közvetítő adótorony helyadatait használja a mobiltelefont használók földrajzi helyének becslésére. A módszer személyazonosításra alkalmatlan.

## Lehetséges intézkedések
A közösségi távolságtartás keretében bevezethető intézkedések lehetnek például:
- iskolák bezárása[12]
- munkahelyek bezárása,[13] beleértve a „nem létfontosságú” üzleteket és szolgáltatásokat[14]
- kórházi elkülönítés
- karantén
- egészségügyi védőövezet (cordon sanitaire)
- tömeges rendezvények, gyülekezések lemondása (úgy mint sportesemények, mozi, színház, koncert)[15]
- a tömegközlekedés leállítása vagy korlátozása
- szabadidős létesítmények (uszodák, edzőtermek, ifjúsági klubok) bezárása[16]
- az egyének önkéntes elzárkózása, ami együtt jár a személyes találkozások korlátozásával, a munka online vagy telefonos végzésével, a közösségi helyszínek látogatásának elkerülésével és a nem életbevágó utazás elkerülésével[17][18]

## Galéria

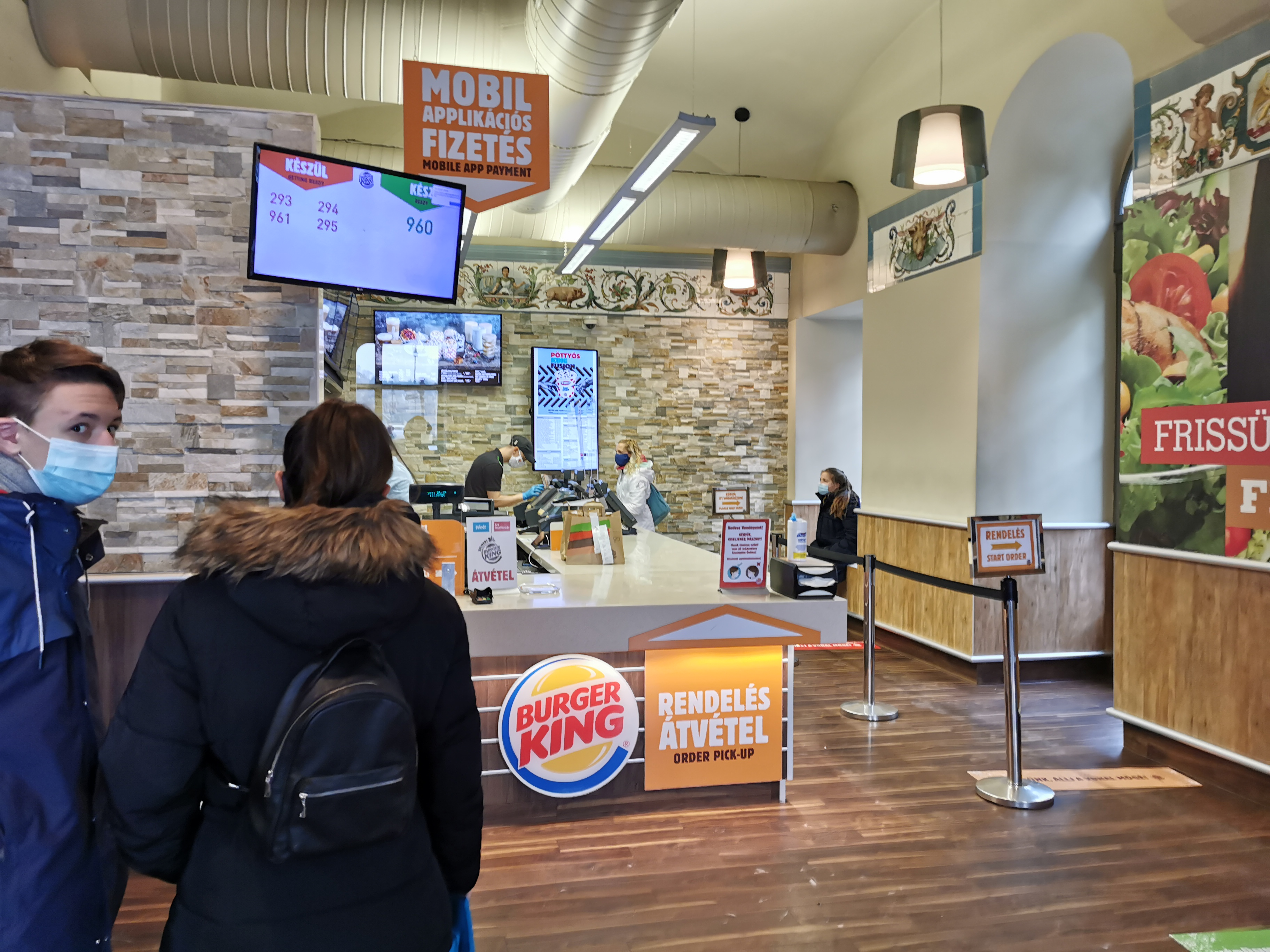
Közösségi távolságtartás a Burger Kingnél
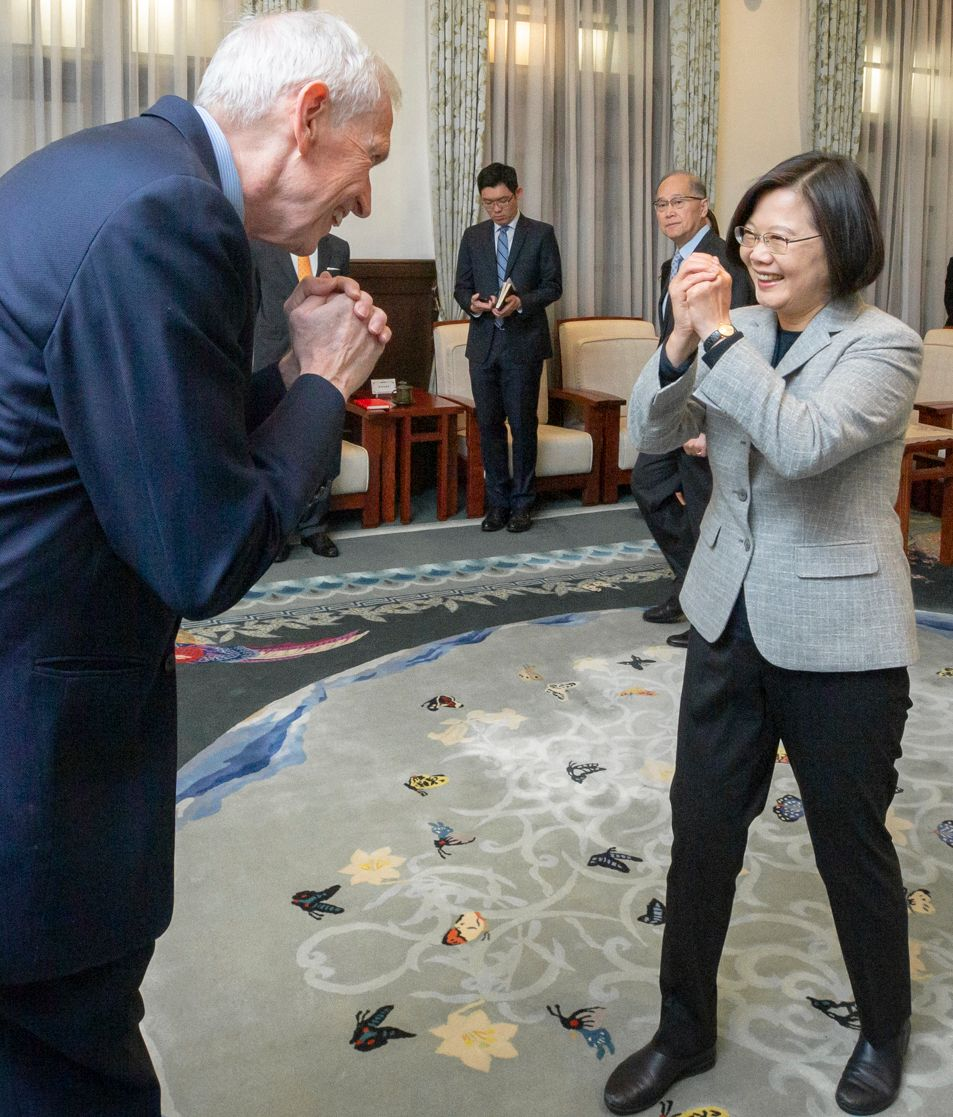
Caj Jing-ven tajvani elnöknő a kézfogás helyett a hagyományos kínai üdvözlési formát használja. Az alternatív üdvözlési formák is segíthetnek a fertőzések elkerülésében
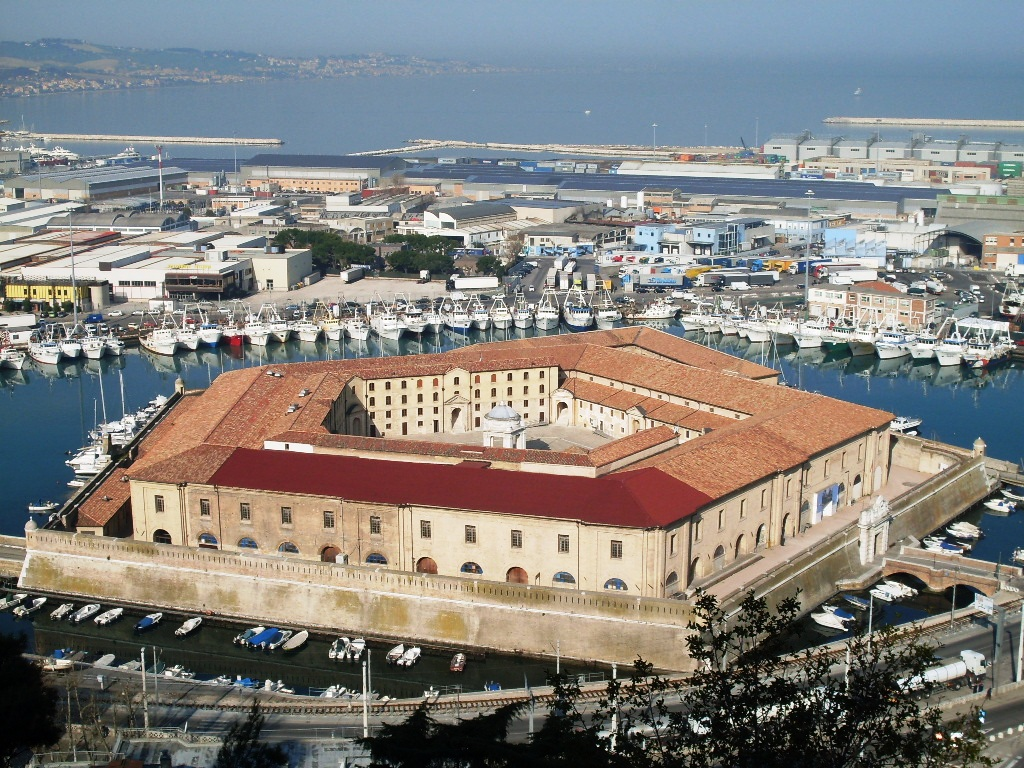
Mole Vanvitelliana, Ancona városában. A 18. században épült, fertőzöttek elkülönítésére használták
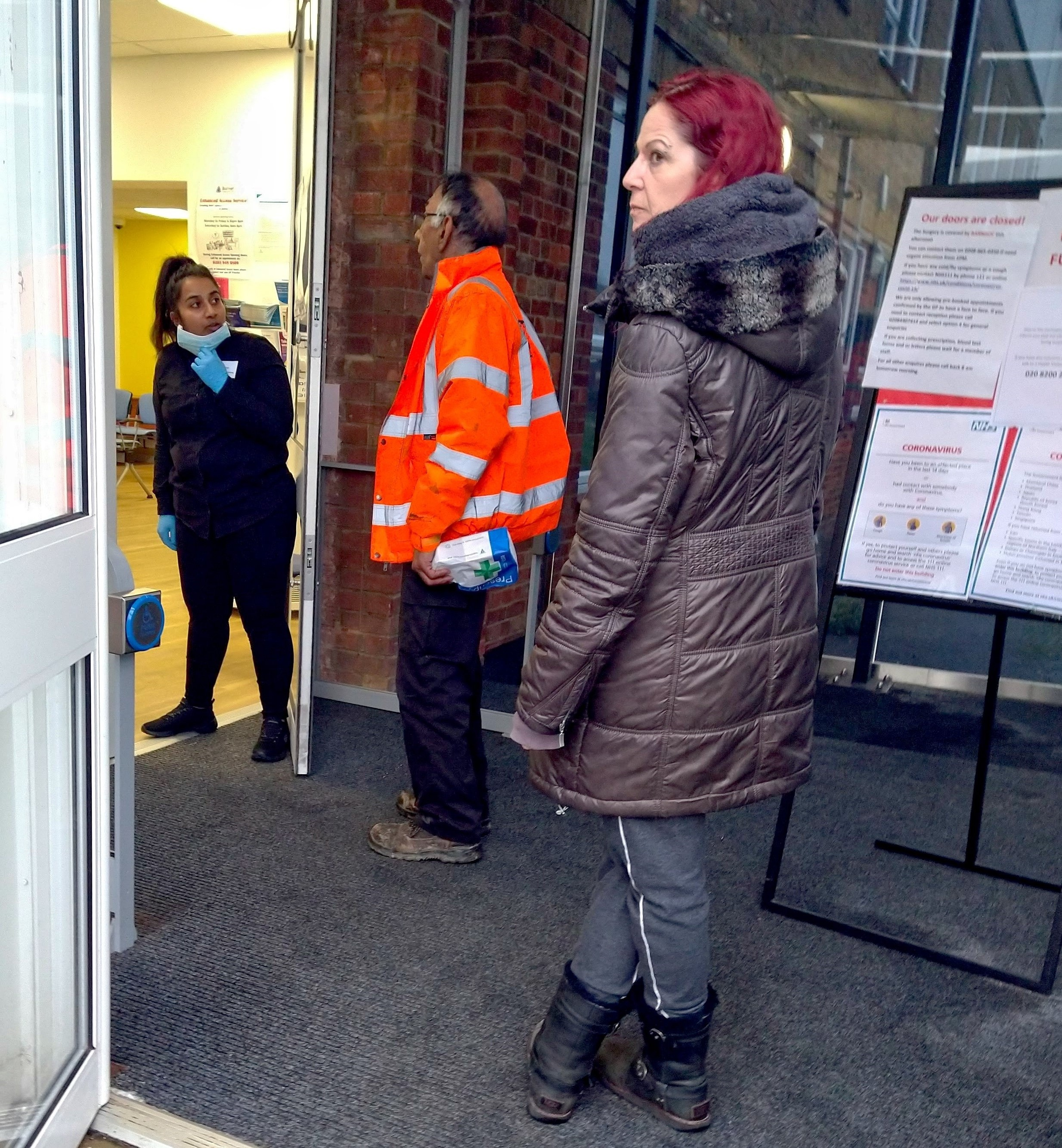
Közösségi távolságtartás egy londoni orvosi rendelőnél: csak egy beteg lehet bent egyszerre, kint távolságot tartva lehet várakozni
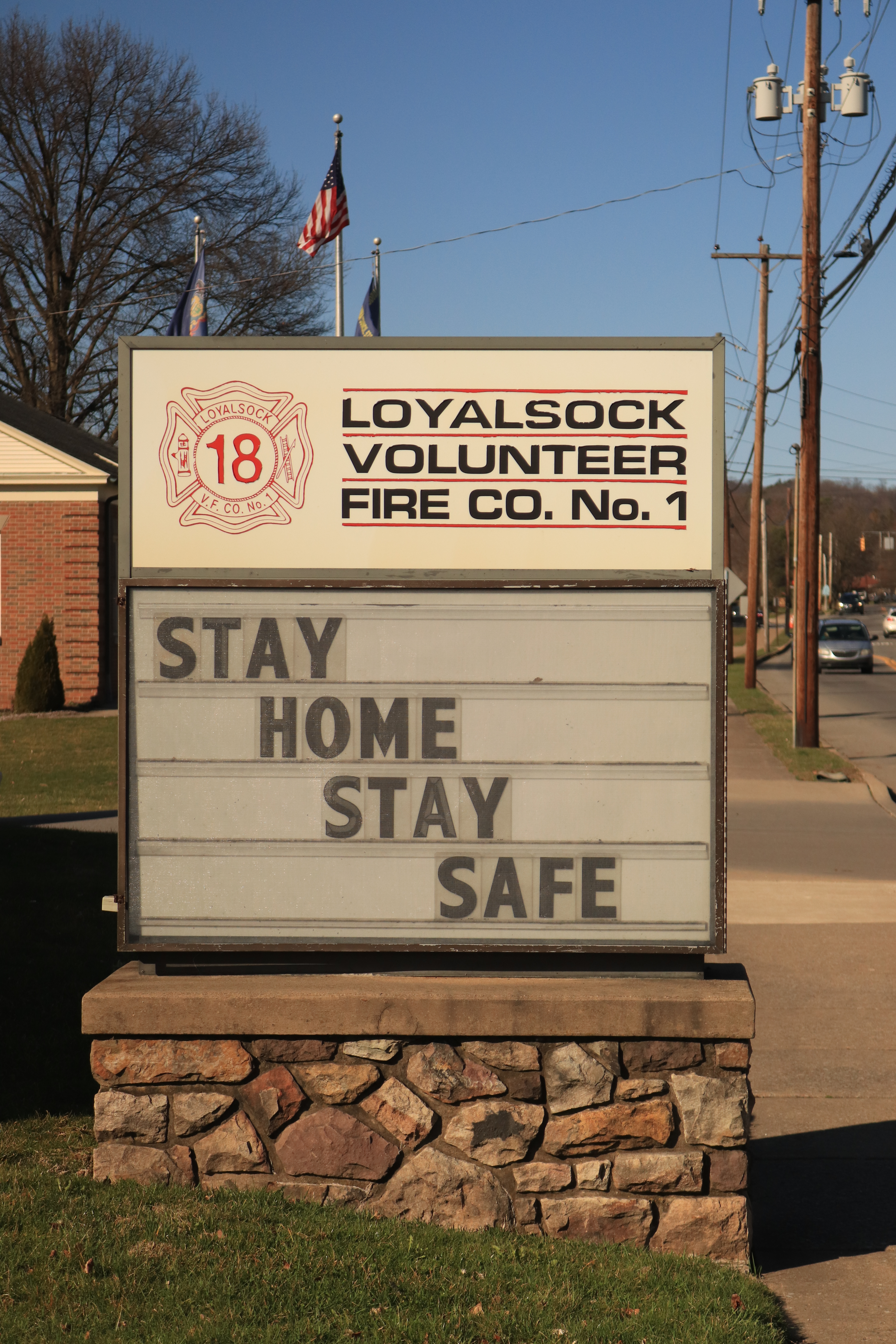
Otthonmaradásra buzdít egy tábla az amerikai Williamsportban a Covid19-pandémia idején, 2020 márciusában
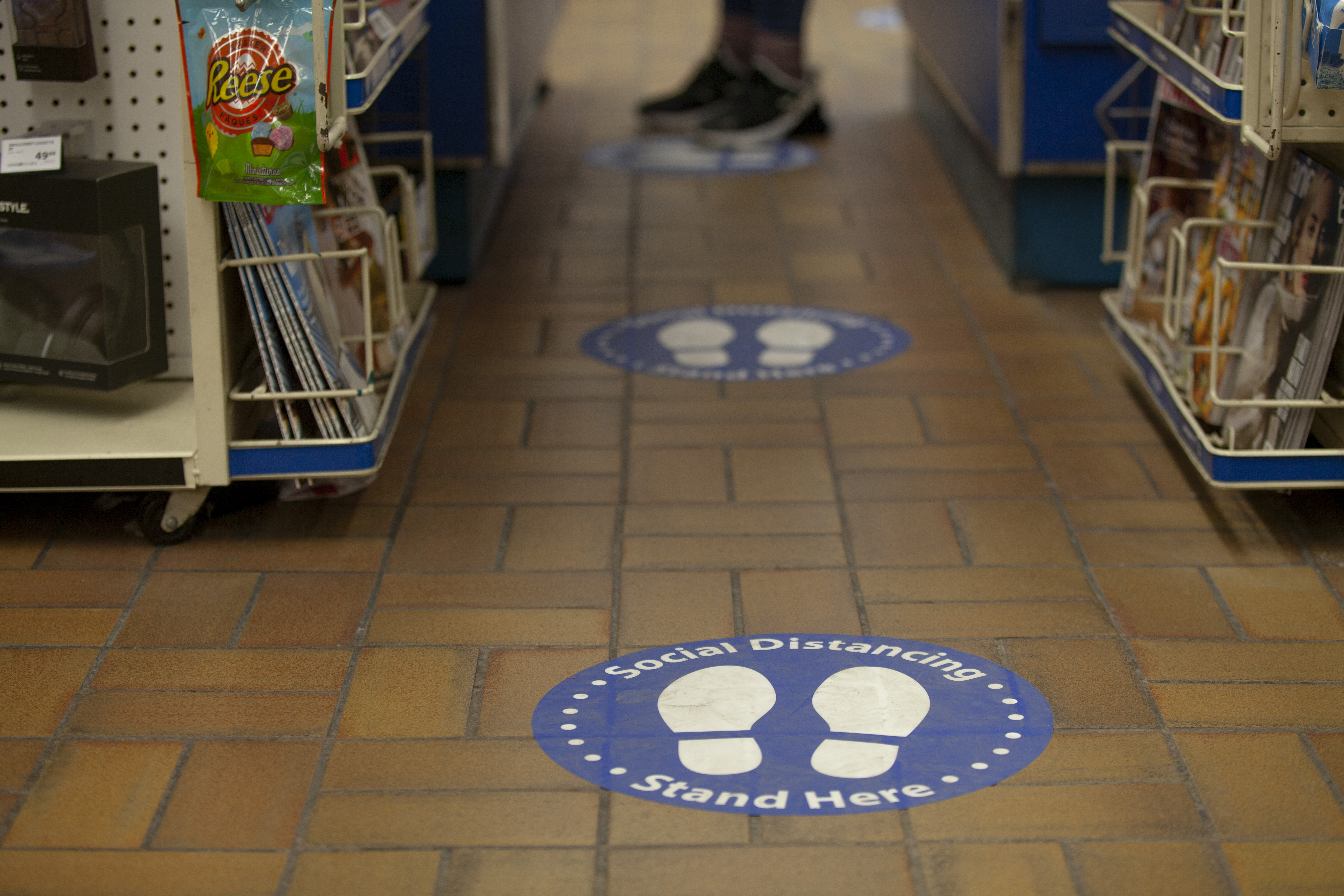
Közösségi távolságtartás gyakorlati formája egy londoni gyógyszertárban

## Fordítás
- Ez a szócikk részben vagy egészben  a   Social distancing című angol Wikipédia-szócikk fordításán alapul.  Az eredeti cikk szerkesztőit annak laptörténete sorolja fel. Ez a jelzés csupán a megfogalmazás eredetét és a szerzői jogokat jelzi, nem szolgál a cikkben szereplő információk forrásmegjelöléseként.